# TT73

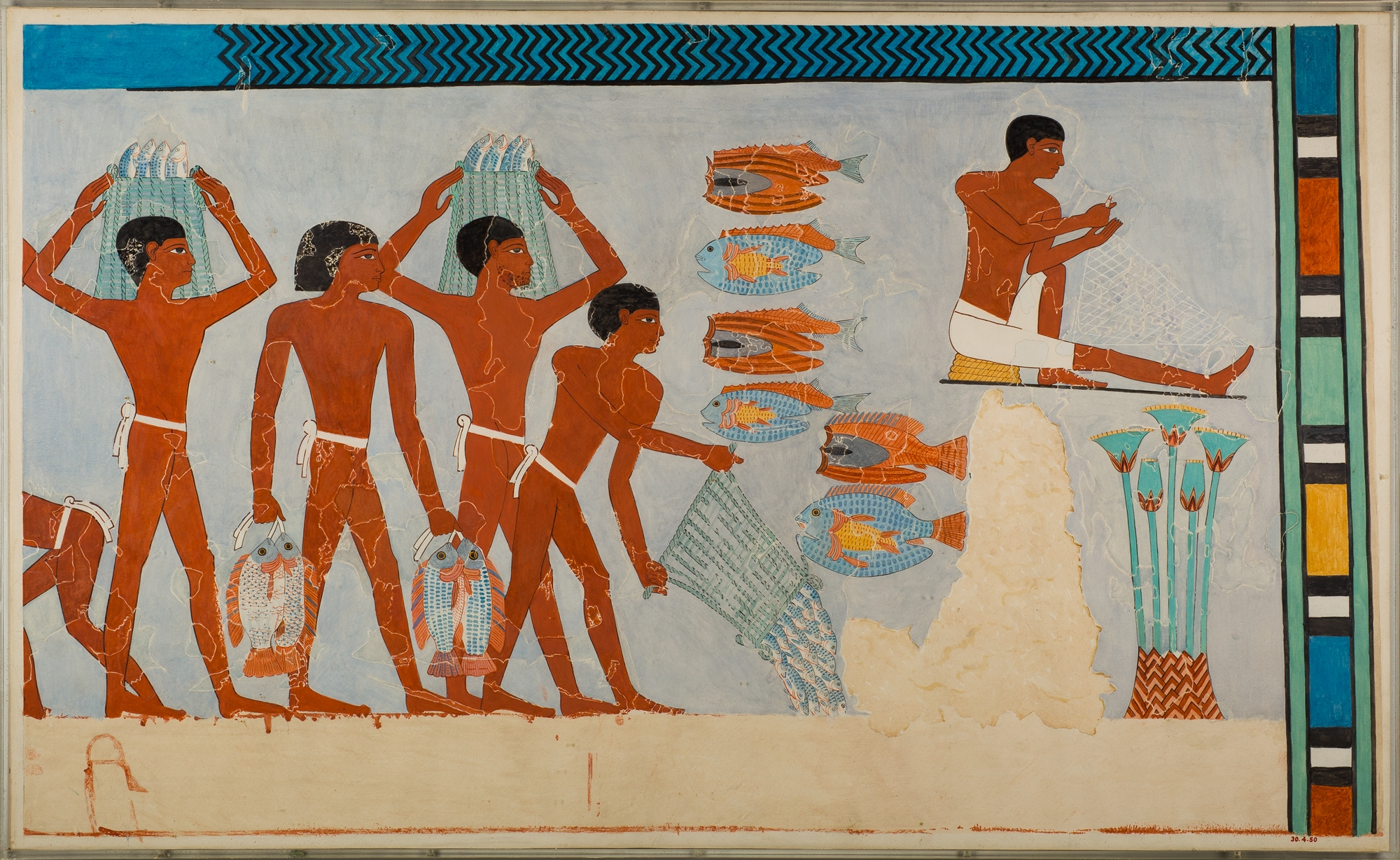
Copia di un dipinto parietale di TT73 con lavorazione del pesce (N. de Garis Davies) (Metropolitan Museum di New York, cat. MET 30.4.50 EGDP013005)

TT73 (Theban Tomb 73) è la sigla che identifica una delle Tombe dei Nobili ubicate nell’area della cosiddetta Necropoli Tebana, sulla sponda occidentale del Nilo dinanzi alla città di Luxor, in Egitto. Destinata a sepolture di nobili e funzionari connessi alle case regnanti, specie del Nuovo Regno, l'area venne sfruttata, come necropoli, fin dall'Antico Regno e, successivamente, sino al periodo Saitico (con la XXVI dinastia) e Tolemaico.

## Titolare
TT73 era la tomba di:
| Titolare                     | Titolo                                                                                              | Necropoli           | Dinastia/Periodo            | Note                                                                |
| ---------------------------- | --------------------------------------------------------------------------------------------------- | ------------------- | --------------------------- | ------------------------------------------------------------------- |
| sconosciuto, forse Amenhotep | Supervisore dei due grandi obelischi nel tempio di Amon, Capo degli Amministratori, Veterano del re | Sheikh Abd el-Qurna | XVIII dinastia (Hatshepsut) | in alto, sul versante nord-est della collina, proprio sotto la TT70 |

## La tomba
Un breve corridoio dà accesso a una sala trasversale che presenta il lato corto a sud con gli angoli arrotondati. Pochi dipinti parietali sono ancora visibili, tra questi un uomo (un figlio?) che offre fiori al defunto; il defunto e la famiglia a caccia e pesca; portatori di offerte, tori e miele (?), al defunto e alla moglie assisi, mentre una scimmia si nasconde sotto una sedia. In altre scene, un uomo inginocchiato ed un falco proteggono il cartiglio reale, poco discosto due obelischi, vasi, letti e una statua di Hatshepsut inginocchiata di fronte a una non meglio precisata divinità. In altra scena il defunto festeggia il Nuovo Anno verificando i doni destinati al tempio di Amon alla presenza di una statua di Hatshepsut prostrata dinanzi a Sekhmet e Amon

### Annotazioni
1. ↑  La prima numerazione delle tombe, dalla numero 1 alla 253, risale al 1913 con l’edizione del "Topographical Catalogue of the Private Tombs of Thebes" di Alan Gardiner e Arthur Weigall. Le tombe erano numerate in ordine di scoperta e non geografico; ugualmente in ordine cronologico di scoperta sono le tombe dalla 253 in poi.
2. ↑  I campi della Duat, ovvero l'aldilà egizio, si trovavano, secondo le credenze, proprio sulla riva occidentale del grande fiume.
3. ↑  Nella sua epoca di utilizzo, l'area era nota come "Quella di fronte al suo Signore" (con riferimento alla riva orientale, dove si trovavano le strutture dei Palazzi di residenza dei re e i templi dei principali dei) o, più semplicemente, "Occidente di Tebe".
4. ↑  le Tombe dei Nobili, benché raggruppate in un'unica area, sono di fatto distribuite su più necropoli distinte.
5. ↑  Le note, sovente di inquadramento topografico della tomba, sono tratte dal "Topographical Catalogue" di Gardiner e Weigall, ed. 1913 e fanno perciò riferimento alla situazione dell'epoca.
6. ↑  Per lungo tempo la tomba è stata erroneamente assegnata a Tetime.

### Fonti
1. ↑  Gardiner e Weigall 1913.
2. ↑  Donadoni 1999,  p. 115.
3. ↑  Porter e Moss 1927,  p. 143.
4. ↑  Gardiner e Weigall 1913, pp. 22-23.
5. ↑  Porter e Moss 1927,  planimetria p. 136.
6. ↑  Porter e Moss 1927,  pp. 143-144.